# Rediu (Iași)
Rediu é uma comuna romena localizada no distrito de Iaşi, na região de Moldávia. A comuna possui uma área de 41.60 km² e sua população era de 3921 habitantes segundo o censo de 2007.